# علی‌آباد (کفترک)
علی‌آباد (کفترک)، روستایی از توابع بخش مرکزی شهرستان شیراز در استان فارس ایران است.

## جمعیت
این روستا در دهستان کفترک قرار دارد و براساس سرشماری مرکز آمار ایران در سال ۱۳۸۵، جمعیت آن ۶۳۸ نفر (۱۷۴خانوار) بوده‌است.